# Рождество Богородично (Дунавци)
Вижте пояснителната страница за други значения на Рождество Богородично.
„Рождество на Пресвета Богородица“ е православна църква във видинския град Дунавци, България.
Църквата е построена в 1863 година в центъра на Видбол, днес северната махала на Дунавци. Годината е изписана на фасадата заедно с името на Майстор Симо и имената на ктиторите. Запазен е ферманът до видинския валия, в който се разрешава църквата да е с размери 20 m дължина, 12 m ширина и 8 m височина. Храмът е издигнат с труда на видболчани и е осветен през май 1864 година. Представлява еднокорабен храм с камбанария над северозападния ъгъл.
Иконите са дело на дебърския майстор Петър Новев, изработени според подписите в 1870 година. Една от иконите му, поставена като челна дъска на амвона, е необичайна: изобразява един до друг четиримата евангелисти в цял ръст. Други икони са на големия майстор Дичо Зограф.